# Morton County, North Dakota
Morton County är ett administrativt område i delstaten North Dakota, USA, med 27 471 invånare. Den administrativa huvudorten (county seat) är Mandan. 

## Geografi
Enligt United States Census Bureau så har countyt en total area på 5 038 km². 4 988 km² av den arean är land och 49 km² är vatten. 

### Angränsande countyn
- Oliver County - nord
- Burleigh County - nordöst
- Emmons County - öst
- Sioux County - sydöst
- Grant County - syd
- Stark County - väst
- Mercer County - nordväst